# Duché de Carignan
Pour les articles homonymes, voir Carignan.
 (juin 2024).
Si vous disposez d'ouvrages ou d'articles de référence ou si vous connaissez des sites web de qualité traitant du thème abordé ici, merci de compléter l'article en donnant les références utiles à sa vérifiabilité et en les liant à la section « Notes et références ».
1662
Entités précédentes :
- Luxembourg français

Entités suivantes :
- Département des Ardennes

Le duché de Carignan est un ancien duché français érigé en 1662 dont le territoire se situe aujourd'hui dans l'extrême nord-est des Ardennes. 
Il est issu de la partie du duché de Luxembourg annexée au royaume de France à la suite du traité des Pyrénées.

## Histoire
Par l'article 38 du traité des Pyrénées, le roi d'Espagne, Philippe IV, cède au roi de France, Louis XIV, une partie du duché de Luxembourg comprenant les prévôtés de Thionville, Montmédy, Damvilliers, d'Yvoy, de Chavency et de Marville.
En 1661, Louis XIV donne la ville et prévôté d'Yvoy à Eugène-Maurice de Savoie, comte de Soissons.
En 1662, la prévôté d'Ivoy est érigée en duché de Carignan. Yvoy devient Carignan.
En 1751, le duché est mis en vente. Le duc de Penthièvre, Louis-Jean-Marie de Bourbon, en fait l'acquisition.
En 1753, le duché est élevé en duché-pairie, mais les lettres-patentes ne seront jamais enregistrées auprès du parlement.
En 1767, le bailliage de Carignan est érigé en bailliage royal, pour les cas royaux.
En 1769, le duché est compris dans la dot de Louise-Marie-Adélaïde de Bourbon.

## Territoire
Le duché recouvrait l'ancienne prévôté d'Yvois, cédée par le traité des Pyrénées.
Il comprenait : Auflance, Bièvres, Blagny, Carignan, Hautoy (cense), Charbeaux (aujourd'hui, avec Puilly, dans Puilly-et-Charbeaux), Clémency (aujourd'hui, avec Matton, dans Matton-et-Clémency), Escombres (aujourd'hui, Escombres-et-le-Chesnois), La Ferté (aujourd'hui, La Ferté-sur-Chiers), Fromy, Herbeuval, Linay, Malandry, Margny, Margut, Matton (aujourd'hui, avec Clémency, Matton-et-Clémency), Messincourt, Mogues, Osnes, Pouru-aux-Bois, Puilly (aujourd'hui, avec Charbeaux, Puilly-et-Charbeaux), Sachy, Sailly, Sapogne (aujourd'hui, Sapogne-sur-Marche), Signy (aujourd'hui, Signy-Montlibert), Tremblois (aujourd'hui, Tremblois-lès-Carignan), Villers, Les Deux-Villes et Williers.

## Ducs de Carignan

### Maison de Savoie-Carignan
- 1662-1673 : Eugène-Maurice;
- 1673-1709 : Emmanuel-Philibert, frère du précédent[4] ;
- 1709-1741 : Victor-Amédée, fils du précédent ;
- 1741-1751 : Louis-Victor de Savoie-Carignan, fils du précédent.

Le duché est vendu par les héritiers de Victor-Amédée à la suite des réformes financières mises en place par la commission du visa mais surtout du fait d'une mauvaise gestion du domaine. Il est acquis par le duc de Penthièvre, créancier de Victor-Amédée de Savoie, prince de Carignan.

### Maison de Bourbon-Penthièvre
- 1751-1769 : Louis-Jean-Marie de Bourbon, seigneur du duché de Carignan. Il ne fera jamais établir de lettres-patentes du Duché, préférant l'institution d'un bailliage royal[3].

### Maison de Bourbon-Orléans
- 1769 - révolution : Louis-Philippe d'Orléans (1747-1793), dit Philippe-Égalité sous la révolution

Il passe dans la branche par mariage avec la fille du duc de Penthièvre, Marie-Adélaïde de Bourbon, dont la dot comprend le duché de Carignan.
Aujourd'hui, le titre de "Seigneur du Duché de Carignan" appartiendrait donc théoriquement au premier descendant de Philippe-Égalité[réf. nécessaire], Jean d'Orléans (1965).